# Fabrizio De André (album 1981)
Fabrizio De André è il decimo album in studio del cantautore italiano Fabrizio De André, pubblicato nel 1981.

## Produzione
L'album è stato inciso nel 1981 ed è stato scritto in collaborazione con Massimo Bubola, con cui De André aveva già collaborato per l'album  precedente, Rimini; come in Rimini, l'accordo tra i due cantautori prevedeva che le canzoni presenti nell'album avessero la firma di entrambi, pur essendo in realtà il contributo alla scrittura non sempre identico per i due autori (fa eccezione Ave Maria, che è un canto tradizionale sardo già noto nell'incisione di Maria Carta).
L'album è stato pubblicato, nello stesso anno, in Germania Ovest dalla Metronome.
Tra i coristi che hanno preso parte alla registrazione del disco vi è Mara Pacini, cantante beat nota negli anni sessanta come Brunetta.

## Tracce
Testi e musiche di Fabrizio De André e Massimo Bubola, eccetto dove indicato.
1. Quello che non ho – 5:51
2. Canto del servo pastore – 3:13
3. Fiume Sand Creek – 5:37
4. Ave Maria (rielaborazione del canto religioso popolare sardo Deus ti salvet Maria, adatt. di Albino Puddu) – 5:30
5. Hotel Supramonte – 4:32
6. Franziska – 5:30
7. Se ti tagliassero a pezzetti – 5:00
8. Verdi pascoli – 5:18

## Copertina

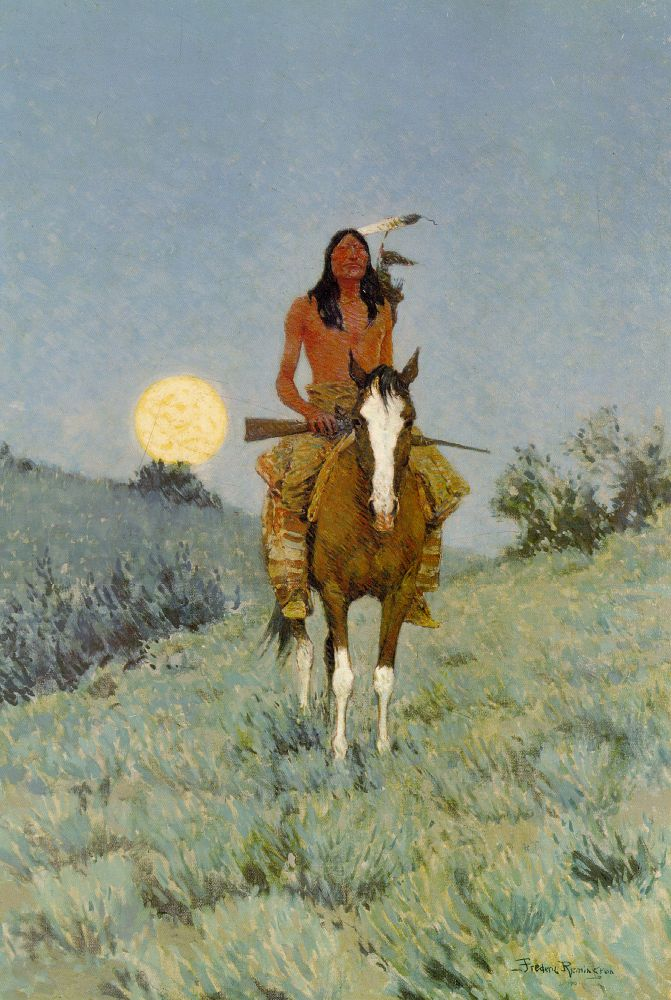
The Outlier, quadro di Frederic Remington che compare sulla copertina dell'album

L'album è conosciuto come L'indiano oppure L'album dell'indiano, anche se tali espressioni non sono presenti nel titolo ufficiale, per via della copertina, su cui compare l'immagine di un nativo americano a cavallo (immagine attinente alle tematiche del disco), un'opera dell'artista statunitense Frederic Remington intitolata The Outlier (1909).

## Contenuti
Come diversi altri lavori discografici di De André, l'album è un concept album: il suo tema è il confronto tra due popoli, il popolo dei sardi e quello dei pellerossa, per certi versi affini e per certi altri molto diversi, entrambi vittime della colonizzazione.

## Le canzoni

### Quello che non ho
Il primo brano è caratterizzato da un ritmo blues, particolarità pressoché unica nella produzione musicale di De André; il testo mette in evidenza le differenze tra i popoli autoctoni e quelli che rappresentano gli "oppressori", rappresentate dalle cose che gli oppressi, a differenza degli oppressori, non possiedono. Introdotto da spari e urla registrati durante una reale caccia al cinghiale in Gallura, il pezzo è scandito dallo shuffle di una chitarra elettrica e accompagnato dall'armonica a bocca; nella parte finale entrano anche le tastiere di Mark Harris.
Nel 2000 il varesino Kaso ha riproposto il brano in chiave rap nel disco Preso Giallo, riprendendo alcune rime dalla canzone di De André.
Nel 2012 il gruppo rock Litfiba ha riproposto il brano in chiave rock in occasione dell'omonimo programma televisivo Quello che (non) ho di Fabio Fazio e Roberto Saviano.

### Il canto del servo pastore
Nel secondo brano la natura viene cantata in prima persona da un servo pastore, un uomo semplice che non conosce neanche il proprio nome e le proprie origini, ma, vivendo separato dalla comunità umana e immerso nell'ambiente incontaminato, possiede una grande sensibilità per la realtà che lo circonda, tanto da fondersi con essa («Mio padre un falco, mia madre un pagliaio»).
La canzone è ambientata nelle lande dell'entroterra sardo; il cisto, il rosmarino, le sughere, le fonti e i rivi contribuiscono a delineare il paesaggio come spesse pennellate di colore.

### Fiume Sand Creek
Nella terza canzone De André paragona i sardi ai nativi americani. Il brano ha come tema un massacro di nativi avvenuto nella realtà il 29 novembre 1864, quando alcune truppe della milizia del Colorado, comandate dal colonnello John Chivington, attaccarono un villaggio di Cheyenne e Arapaho situato vicino al fiume Big Sandy Creek, massacrando molte donne e bambini (il numero preciso delle vittime è stimato essere tra le 125 e le 175). L'episodio è raccontato attraverso il linguaggio innocente e quasi surreale di un bambino, che sopravvive all'avvenimento e crede che tutto ciò che ha visto sia solo un sogno:
(Fiume Sand Creek)
Lo stesso De André ha dichiarato di aver tratto i maggiori spunti per il brano da Memorie di un guerriero Cheyenne, libro/intervista che raccoglie le memorie del guerriero Cheyenne Gambe di Legno.
Rispetto all'episodio storico, De André e Bubola cambiano il grado militare e l'età del colonnello Chivington, all'epoca dell'età di 43 anni, che diventa "un generale di vent'anni", incrociandolo evidentemente con George Armstrong Custer (il quale in realtà, nonostante sia spesso definito come generale, non raggiunse mai tale grado in forma definitiva, ma solo temporanea), autore della parallela strage di nativi del Washita (e forse anche per motivi di metrica).

Il pezzo termina, in terza persona, nel modo più doloroso possibile:
Musicalmente, è una ballata in stile folk-rock americano ma allo stesso tempo, per alcuni critici, presenta analogie con il brano Summer '68 dall'album Atom Heart Mother dei Pink Floyd.
Luciano Ligabue l'ha interpretata nel 2000 nell'album tributo Faber, amico fragile.
Loredana Bertè l'ha interpretata con i New Trolls in concerto nel 2007.
Nel 2019 i Pinguini Tattici Nucleari registrano una cover della canzone, inserita nell'album tributo Faber nostrum.

### Ave Maria
L'attenzione torna sul popolo sardo con Ave Maria (da non confondersi con la canzone di De André dallo stesso titolo ma del 1970 e contenuta nell'album La buona novella), cantata con voce alta e potente da Mark Harris, tastierista e co-arrangiatore dell'album, trasformando l'originale in un folk-rock elettrico assai duro. De André interviene solo come seconda voce nei cori.
È una versione del canto tradizionale in sardo Deus ti salvet Maria, scritto nel XVIII secolo dal poeta Bonaventura Licheri e concepito come strumento adatto alla catechesi tra i ceti popolari. Il brano di De André è rielaborato da un adattamento di Albino Puddu.

### Hotel Supramonte
Si tratta di un adattamento della canzone di Massimo Bubola "Hotel Miramonti" (scritta da Bubola all'Hotel Miralago di Alleghe, di cui era ospite); la versione originale viene a volte riproposta dal vivo dal cantautore veneto.
Il brano è fortemente autobiografico, in quanto parla del sequestro e della prigionia di cui De André e la compagna Dori Ghezzi furono vittime in Sardegna tra l'agosto e il dicembre del 1979, per mano dell'Anonima sequestri (si ricordi che L'indiano è il primo disco pubblicato da De André dopo tale vicenda).
Il titolo è dato dal Supramonte, massiccio montuoso dell'entroterra sardo, storico nascondiglio dei più famosi criminali dell'isola, spacciato nel brano per una sorta di albergo in cui far soggiornare gli ospiti (anche se i due cantanti, mentre erano prigionieri, non si erano mai trovati presso il Supramonte).
Dal punto di vista musicale il pezzo è il più intimo dell'album: la strumentazione usata è perlopiù acustica (chitarra, basso, violino), con un leggero tappeto d'archi elettronici nella seconda parte del brano.
Nel 1994 la canzone è stata interpretata da Mia Martini, inclusa nell'album La musica che mi gira intorno.
In occasione del concerto in memoria di De André, Roberto Vecchioni ha interpretato una sua versione che poi sarà incisa, nel 2003, nell'album Faber, amico fragile. Vecchioni inciderà nuovamente la canzone nel 2011 nel CD Chiamami ancora amore.
Nel 2019 gli Zen Circus registrano una cover della canzone inserita nell'album tributo Faber nostrum.

### Franziska
Riguardo a questa canzone, De André affermò di essersi ispirato ai racconti dei suoi rapitori; la stessa descrizione fisica e psicologica del bandito della canzone è ripresa dall'aspetto e dall'abbigliamento dei sequestratori.
Vi si narra la difficile storia vissuta da una giovane e dal suo compagno, un bandito che si è dato alla macchia.
La ragazza è costretta quasi alla clausura per la gelosia del fidanzato (i suoi occhi come due cani) ed alla solitudine perché lui è latitante. Il suo dolore si acuisce quando vede anche l'ultima delle sue sorelle sposarsi.
D'altra parte, nemmeno il bandito (definito poeticamente "marinaio di foresta") ha un'esistenza serena, costretto a spostarsi di continuo, sempre lontano dalla sua amata: la notte, solo la sua fotografia e il rosario di lei, oltre al fucile, gli fanno compagnia.

### Se ti tagliassero a pezzetti
"Se ti tagliassero a pezzetti" una canzone d'amore e insieme un inno alla libertà. In seguito alla censura, il verso «signora libertà, signorina anarchia» è stato modificato nella versione in studio in «signora libertà, signorina fantasia», così come «il polline di un dio, di un dio il sorriso» viene spesso modificato in «il polline di dio, di dio il sorriso».
Molto importante è la riflessione sulla libertà, che è sempre perseguibile, nonostante gli uomini stessi a volte ne impediscano la completa realizzazione.
La paternità della canzone è di Bubola, per quanto probabilmente il testo sia stato integrato e sicuramente reso proprio da De André.
Secondo quanto dichiarato da Bubola, la canzone contiene un'allusione alla strage di Bologna del 1980: «T'ho incrociata alla stazione / che inseguivi il tuo profumo / presa in trappola da un tailleur grigio fumo / i giornali in una mano e nell'altra il tuo destino / camminavi fianco a fianco al tuo assassino».
Nel 2019 The Leading Guy registra una cover della canzone inserita nell'album tributo Faber nostrum.

### Verdi pascoli
Questa canzone parla del paradiso come lo concepiscono gli Indiani d'America, e viene descritto da De André con molta libertà e fantasia.
Musicalmente parlando, è l'unico pezzo dell'artista genovese a iniziare con un assolo di batteria per proseguire con un ritmo reggae giamaicano (allora in voga grazie a Bob Marley), con un caratteristico tempo in levare e non in battere.

## Accoglienza
| Recensione              | Giudizio |
| ----------------------- | -------- |
| Dizionario del pop-rock |          |

Secondo il Dizionario del pop-rock, Fabrizio De André sarebbe l'album più compiuto del cantautore prima della sua svolta etnica. Lo stesso tomo ritiene che l'album "gode di un eccellente stato di grazia" e che le sue canzoni sono "vibranti e maestose".

## Formazione
- Fabrizio De André – voce, chitarra acustica in Franziska e Hotel Supramonte
- Pier Michelatti – basso
- Lele Melotti – batteria
- Tony Soranno - chitarra acustica, chitarra elettrica
- Mark Harris – tastiera, cori; voce solista in Ave Maria
- Aldo Banfi – sintetizzatore, programmazione
- Pietro Pellegrini – sintetizzatore, programmazione
- Maurizio Preti – percussioni
- Massimo Luca – chitarra acustica in Franziska
- Bruno Crovetto – basso in Franziska e Hotel Supramonte
- Claudio Bazzari – chitarra elettrica in Se ti tagliassero a pezzetti e Canto del servo pastore
- Paolo Donnarumma – basso in Canto del servo pastore
- Sergio Almangano – violino in Hotel Supramonte
- Cristiano De André – violino pizzicato, verso dell'upupa[23] in Fiume Sand Creek
- Andy J. Forest – armonica in Quello che non ho
- Dori Ghezzi, Mara Pacini, Massimo Bubola, Oscar Prudente – cori